# 조선민주주의인민공화국의 동굴 목록
조선민주주의인민공화국의 동굴 목록은 다음과 같다.

## 평안남도
- 송암동굴

## 평안북도
- 동룡굴

## 황해북도
- 검은모루동굴유적
- 평산 해상 동굴

## 같이 보기
- 대한민국의 동굴 목록

| Disambiguation icon | 이 문서는 명칭이 같고 같은 종류에 속하는 여러 대상을 연결하는 색인 문서입니다. |